# Bouchon au marc de Champagne
Le  Bouchon au marc de Champagne est une friandise élaborée en Champagne. Il est inscrit au patrimoine culinaire de la France.
Plusieurs fabricants perpétuent la tradition du bouchon au marc de Champagne à Reims et ailleurs en Champagne.

## Histoire
Le  Bouchon de champagne aurait été créé en 1956 par Gilbert Broisson, fondateur de la société Chocogil à Saint-Dizier.

## Description
Le Bouchon au marc de Champagne est un chocolat noir creux en forme de bouchon de champagne, rempli de marc de Champagne.

### Emballage
Il est enveloppé d’une feuille d'aluminium qui imite la couleur et la texture du bouchon en liège.
L'emballage de couleur argent signifie que les bouchons sont à la Fine de la Marne et pas de Marc de Champagne. L'emballage de couleur mauve signifie que les bouchons sont fourrés de praline ou de ganache.

### Déclinaisons
On trouve des déclinaisons :
- avec alcool, garnis de fine Champagne de la Marne,
- avec alcool, garnis de ratafia,
- sans alcool, fourrés de praliné,
- sans alcool, fourrés d’une ganache au chocolat
- les gros bouchons d’Igny[4].
- la bulle au marc de champagne[5].

## Fine ou Marc de champagne
Le marc de champagne est une eau-de-vie à 40° d’alcool obtenue par la distillation du marc de raisins provenant du vignoble champenois. Le marc de raisin désigne alors la totalité des résidus secs obtenus grâce au pressurage des raisins.
La fine de la Marne, à ne pas confondre avec la Fine Champagne, est une eau-de-vie à 40° d’alcool obtenue par la distillation traditionnelle de vins provenant exclusivement du vignoble de Champagne. Elle aura subi un vieillissement en barriques de chêne durant un minimum de cinq années.

## Fabrication artisanale
La fabrication des bouchons de champagne se fait en 7 étapes : 
1re étape : faire fondre le chocolat pour obtenir la brillance et la fluidité voulue.
2e étape : le chemisage ou remplir les moules de ce chocolat fondu.
3e étape : le “lissage” du chocolat ou vider les moules et les retourner.
4e étape : obtenir la bonne épaisseur du chocolat, retourné l’excédent de chocolat s’écoule pour ne laisser qu'une fine couche sur le moule.
5e étape : le remplissage du bouchon avec le Marc de Champagne dans une enveloppe de fine gangue de sucre.
6e étape : le rebouchage des bouchons avec le même chocolat que celui utilisé pour la couverture.
7e étape : le démoulage par ouverture des moules.